# Wati Deets
Walter Samuel Frederik Deets (Wati) Deets (Paramaribo, 20 oktober 1936) is een Surinaams bestuurder. Vanaf 1976 was hij lid en later voorzitter van de Bemiddelingsraad. Daarnaast was hij voorzitter van verschillende sportorganisaties, waardoor secretaris-generaal en voorzitter van de Surinaamse Atletiek Bond.

## Biografie

### Opleiding en loopbaan
Wati Deets werd geboren en getogen in Paramaribo. Tussen 1956 en 1958 was hij leerling bij het Haven- en Loodswezen en aansluitend tot 1960 waarnemer bij de Meteodienst op de luchthaven van Zanderij.
Van 1960 tot 1973 was hij in Nederland en werkte hij voor de gemeente Amsterdam bij de Dienst Grondbedrijf der Publieke Werken. Ernaast volgde hij de MO-opleiding in het vak Economie aan het Instituut Sociale Wetenschappen in Den Haag. Ook studeerde hij Perswetenschappen aan de Universiteit van Amsterdam.
Terug in Suriname was hij vanaf februari 1974 tweeënhalf jaar directeur van het Blindencentrum. Vervolgens werkte hij op voordracht van de vakbeweging voor de Bemiddelingsraad, die in Suriname bemiddelt in arbeidsgeschillen. In de eerste jaren was hij lid, vanaf maart 2006 plaatsvervangend voorzitter en vanaf juni 2011 voorzitter. Op 1 april 2022 nam hij officieel afscheid. In maart 2023 werd hij opgevolgd door Ferdinand Welzijn. Daarnaast was hij sinds 1 januari 1997 pr-officier voor de Universiteit van Suriname.

### Sport
Als tiener was hij actief in de atletiek. Tijdens de Muloscholenkampioenschappen werd hij begin jaren 1950 tweede op de 100 meter en won hij op de onderdelen verspringen en 4 × 100 meter. In 1953 en 1954 was hij Atleet van het jaar van de verkenners van de DC Herrenberg Groep 3.
Hij had er tijdens zijn werkzame leven verschillende bestuursfuncties naast, zoals als lid van de Nationale Adviesraad Gehandicaptenbeleid, voorzitter van de sportvereniging NJANGO (1974-1976) en het Sport- en Vormingscentrum Blauwgrond (1975-1977) en secretaris-generaal (1980-1989) en voorzitter (1989-?) van de Surinaamse Atletiek Bond. Vanaf 1982 leidde hij vrijwel elk jaar de atletiekdelegatie tijdens internationale evenementen. Vanaf 1984 vertegenwoordigde hij de atletiekbond tijdens de tweejaarlijkse congressen van de International Association of Athletics Federations (IAAF) en als afgezant van het Surinaams Olympisch Comité. Vanaf 22 april 1983 verscheen het bondsblad Sur-Athletics, dat hij samen met Ricky Stutgard opzette.  Vanaf het begin tot 1990 schreef hij ook artikelen voor dit blad.
Hij stond bekend om zijn stringente bestuursstijl. In 1998 kreeg hij te maken met een dissidente groep binnen de atletiekbond. Op 13 augustus 1998 won hij dit geschil voor de rechter die oordeelde dat hij zijn bestuur conform de statuten in handen had.

## Onderscheidingen
- Good Standing-status van de IAAF[2]
- 1994: IOC Centennial Trophee van de IAAF[2]
- 1997: Veteran Pin van het IOC[2]
- 2006: Officier in de Ere-Orde van de Palm[1]
- 2023: Commandeur in de Ere-Orde van de Palm[5]